# Nennius
Nennius (auch Nemniuus oder Ninnius) war ein frühmittelalterlicher Mönch und Gelehrter in Wales am Übergang vom 8. zum 9. Jahrhundert. Die meisten Aussagen zu ihm sind unsicher. Er gilt gemeinhin als Verfasser der Historia Brittonum, einer mit Sagen und Legenden durchsetzten Kompilation zu Zeitrechnung, Geschichte und Landeskunde Britanniens. Allerdings ist diese Zuschreibung der Autorschaft höchst unsicher; und David E. Thornton hält es beispielsweise für fast völlig gewiss, dass Nennius die Historia Brittonum nicht verfasst hat.

## Mögliche biographische Daten und Autorschaft derHistoria Brittonum
Nur in einer von mehreren verschiedenen Fassungen der Historia Brittonum, der sog. Nennius-Rezension, wird Nennius als Autor namhaft gemacht. Von dieser Textversion gibt es noch fünf mittelalterliche Manuskripte. In der ältesten vollständig erhaltenen Fassung des Werks, der sog. harleianischen Rezension, die in der um 1100 entstandenen Handschrift Harleian MS 3859 der British Library vorliegt, wird der Verfasser nicht genannt. Die Mehrzahl der etwa 40 noch existierenden lateinischen Manuskripte des Werks geben, freilich zu Unrecht, den im frühen 6. Jahrhundert lebenden Mönch Gildas als vermeintlichen Autor an, der in seiner Schrift De Excidio et Conquestu Britanniae den Untergang der römischen Provinz Britannien und ihre (teilweise) Eroberung durch die Angelsachsen schilderte. Der tatsächliche Verfasser der Historia Brittonum dürfte ein walisischer Kleriker sein, der neben Latein und Altwalisisch zumindest auch Altenglisch beherrschte und die Historia Brittonum wohl am Hof des Königs Merfyn Frych von Gwynedd um 829/830 zusammenstellte.
In der Sawley Abbey entstand David N. Dumville zufolge zwischen 1164 und 1166 die älteste noch vorhandene Handschrift der Nennius-Rezension, das nunmehrige Manuskript 139 des Corpus Christi College in Cambridge. Als Grundlage hierfür verwendeten damals drei Kopisten eine Handschrift der Gildas-Rezension, in die sie Material eines von ihnen damit kollationierten älteren, mittlerweile verschollenen Exemplars der Nennius-Rezension einarbeiteten. Aus diesem Exemplar fügten sie außerdem ein Vorwort ein, laut dem ein Nennius (alternativ auch Ninnius bzw. Nemnius genannt) die Historia Brittonum niedergeschrieben habe. Von dem Cambridger Manuskript stammen wiederum die vier anderen erhaltenen Handschriften der Nennius-Rezension ab.
Der Prolog der Historia Brittonum führt Nennius nicht nur als Verfasser an, sondern teilt auch mit, dass er ein Schüler von Elvodugus gewesen sei. Elvodugus wird mit dem Bischof von Bangor, Elfoddw, identifiziert, der 768 den walisischen Teil der Christen dazu brachte, Ostern zeitgleich zu den übrigen Christen in Britannien zu feiern. Die Annales Cambriae verzeichnen den Tod von Bischof Elfoddw im Jahr 809. Nennius könnte des Weiteren mit einem Gelehrten namens Nemniuus identisch sein, der ein walisisches Alphabet erfunden haben soll, das auf der angelsächsischen Runenschrift (Futhork) beruhte. Dieses von Nemniuus entworfene Alphabet findet sich in einem im Jahr 817 verfassten Manuskript (Bodleian Library MS Auct. F.4.32, Oxford).
Die Authentizität des Prologs der Historia Brittonum ist aber umstritten, womit die Autorschaft des Nennius sehr unsicher bleibt. Möglicherweise wurde dieses Vorwort erst während einer vom Schreiber Owain (Euben) unter Leitung des Priesters Beulan um die Mitte des 11. Jahrhunderts unternommenen Textrevision der Historia Brittonum hineininterpoliert. Die Ursache für die Einfügung des Prologs liegt vielleicht darin begründet, dass dem Werk durch seine Zuordnung zu Nennius als Gelehrten des frühen 9. Jahrhunderts eine höhere Glaubwürdigkeit zugebilligt werden sollte.
Der vermeintliche Geschichtsschreiber Nennius ist von dem britannischen Prinzen Nennius zu unterscheiden.

## Übersetzung
- Nennius: Historia Brittonum. Zweisprachige Ausgabe Lateinisch-Deutsch. Übersetzt, eingeleitet und erläutert von Günter Klawes. Marix, Wiesbaden 2012, ISBN 978-3-86539-289-3